# Île de la Cornaille
L'île de la Cornaille est une île de la Marne, en France appartenant administrativement à Congis-sur-Thérouanne.

## Description
Elle s'étend sur un peu plus de 300 m de longueur pour une largeur de moins de 70 m.